# تپه آجرپزی ۳
تپه آجرپزی ۳ مربوط به دوران پارینه‌سنگی جدید است و در شهرستان کرمانشاه، بخش مرکزی، دهستان دورود فرامان، ۱/۳ کیلومتری جنوب شرق روستای حصار سفید، ۱ کیلومتری شمال شرق روستای ده سواران واقع شده و این اثر در تاریخ ۱۸ اسفند ۱۳۸۷ با شمارهٔ ثبت ۲۴۹۰۳ به‌عنوان یکی از آثار ملی ایران به ثبت رسیده است.